# Polygala thurmanniana
Polygala thurmanniana är en jungfrulinsväxtart som beskrevs av Chod.. Polygala thurmanniana ingår i släktet jungfrulinssläktet, och familjen jungfrulinsväxter. Inga underarter finns listade i Catalogue of Life.